# Dasychira lunulata
Dasychira lunulata är en fjärilsart som beskrevs av Butler 1877. Dasychira lunulata ingår i släktet Dasychira och familjen tofsspinnare. Inga underarter finns listade i Catalogue of Life.